# Luis Aragonés
José Luis Aragonés Suárez, španski nogometaš in trener, * 28. julij 1938, Hortaleza, Madrid, Španija, † 1. februar 2014, Madrid.
Luis Aragonés je nekdanji selektor španske nogometne reprezentance.
Večino svoje nogometne kariere je preživel v Atléticu iz Madrid kot igralec in trener. Pod njegovim vodstvom je klub osvojil Špansko ligo štirikrat, se uvrstil v finale Evropskega pokala in osvojil Medcelinski nogometni pokal. 
Nastopil je tudi za špansko nogometno reprezentanco.